# Общинска банка
Общинска банка е българска банка, създадена от Столична община. Банката започва работа през 1996 г. в началото на мандата на кмета Стефан Софиянски, но решението за създаването ѝ е взето в края на мандата на предишния кмет, Александър Янчулев.
През 2004 г., под председателството на Любомир Павлов, чрез различни механизми общината губи част от акциите си и компании, контролирани от Христо Ковачки, придобиват 27% от капитала, което, при устав, изискващ 3/4 мнозинство за взимане на важни решения, им дава право да блокират решенията на мажоритарния собственик.
През ноември 2011 г. управление „Банков надзор“ на Българската народна банка отнема правото на глас на миноритарните акционери в общото събрание за срок от шест месеца, за да бъде върнат контролът в нея на Столичната община. БНБ обвинява миноритарните акционери и в упражнавяне на „кредитна политика, осигуряваща кредитиране на свързани с тези акционери търговски дружества“.
През 2018 г. Столична община продава мажоритарния си дял от 67.64% в Общинска банка на регистрирания в Лихтенщайн фонд „Новито Опортюнитиис Фонд АГмвК“. Сделката на стойност 46 милиона лева е финансирана от пловдивската компания за търговия с горива „Инса ойл“, собственост на бизнесмена Георги Самуилов. Тя преминава бързо през одобренията на БНБ и Комисията за защита на конкуренцията. След придобиването фондът притежава 95.5% от акциите на банката, а останалите са разпределени между общински предприятия, търговски дружества и 16 общини с малки дялове.